# Alfred Wegener
Alfred Lothar Wegener (ˈʔalfʁeːt ˈveːɡənɐ;; Berlino, 1º novembre 1880 – Groenlandia, 3 novembre 1930) è stato un geologo, meteorologo ed esploratore tedesco.
È ricordato soprattutto per aver formulato, nel 1912, la teoria della deriva dei continenti, da cui derivò la teoria della tettonica a placche. Divenne famoso per il suo lavoro come meteorologo e come pioniere della ricerca polare.

## Biografia

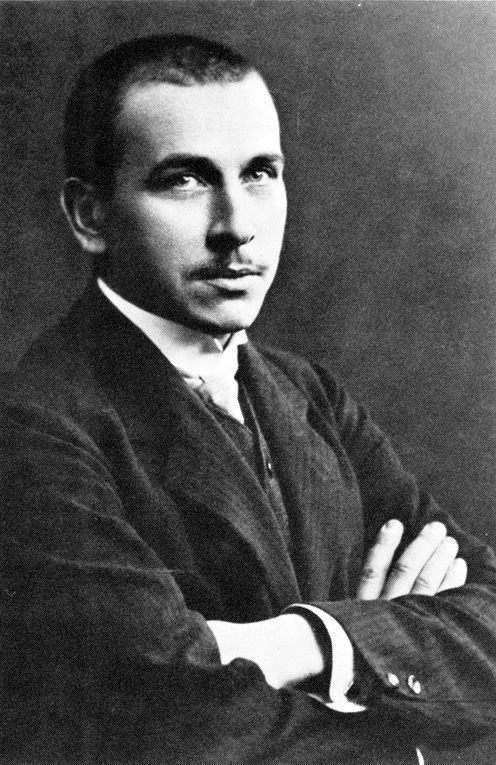
Alfred Wegener nel 1910

### Primi anni
Wegener nacque a Berlino il 1º novembre 1880, minore dei cinque figli del pastore protestante Richard Wegener, un teologo che insegnava lingue antiche al ginnasio Grauen Kloster di Berlino. L'amore per la natura fu ispirato dal trasferimento definitivo della famiglia Wegener nella dimora estiva di Zechlinerhütte, vicino a Rheinsberg, avvenuto nel 1886 (nella casa ora si trovano un punto di informazione turistica e un sito memoriale dedicato ad Alfred Wegener). Da un più accurato studio della sua vita si scoprì che era mancino. Frequentò il Köllnische Gymnasium sulla Wallstraße - come ricorda una targa ivi affissa -, dove fu il migliore della sua classe. Dopo di che studiò, dal 1900 al 1904, fisica, meteorologia e astronomia presso le università di Berlino, Heidelberg e Innsbruck. Durante i suoi studi, dal 1902 al 1903, fu anche assistente presso l'osservatorio astronomico Urania di Berlino.
Conseguì la laurea in astronomia all'Università di Berlino nel 1905; tuttavia era più interessato alla meteorologia e alla fisica. La sua opinione era che un astronomo non avesse molto da ricercare e fosse costretto a lavorare in un osservatorio senza potersi spostare molto. Nel 1905 iniziò a lavorare presso l'osservatorio meteorologico di Lindenberg a Beeskow. Lavorò all'osservatorio assieme al fratello Kurt, due anni più vecchio di lui, sviluppando il proprio interesse per la meteorologia e lo studio per l'esplorazione dei poli. Dal 5 al 7 aprile 1906 i fratelli Wegener fissarono un nuovo record di 52 ore ininterrotte di volo in un pallone meteorologico ad aria usato per l'osservazione meteorologica.

### Primo viaggio in Groenlandia e gli anni di Marburgo

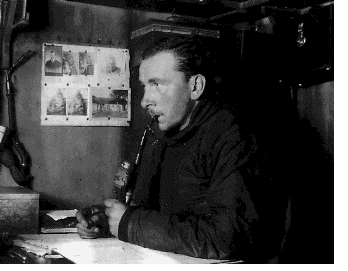
Wegener in Groenlandia nell'inverno 1912-1913

Nel 1906 Wegener partecipò alla prima delle sue tre spedizioni esplorative in Groenlandia. Egli considerò questa come la decisione più importante della sua vita. Lo scopo della spedizione, guidata dal danese Ludvig Mylius-Erichsen, era di esplorare l'ultimo tratto della costa nordorientale della Groenlandia. Wegener costruì la prima stazione di osservazione meteorologica in Groenlandia presso Danmarks Havn, dove installò misuratori aerei e palloni aerostatici per l'osservazione meteorologica del clima artico. Fece anche la sua prima conoscenza con la morte nell'Artico: durante un viaggio di esplorazione con una slitta, il capo della spedizione, Mylius-Erichsen, e due altri membri della stessa morirono.
Al suo ritorno nel 1908, e fino all'inizio della prima guerra mondiale, Wegener fu docente di meteorologia, astronomia pratica e fisica cosmica a Marburgo. Dal 1909 al 1910 lavorò al suo libro Termodinamica dell'Atmosfera, per il quale utilizzò anche numerosi risultati ottenuti nella sua spedizione in Groenlandia. Gli studenti e i colleghi di Wegener a Marburgo stimavano particolarmente il suo talento, poiché riusciva a rendere semplici le questioni complesse e spiegava con chiarezza i risultati delle nuove scoperte. Questi anni segnarono il periodo più creativo di Wegener: il 6 novembre del 1912 pubblicò due brevi articoli con le sue prime ipotesi sulla deriva dei continenti. Fu in questi anni che conobbe Else Köppen, che divenne sua moglie nel 1913.

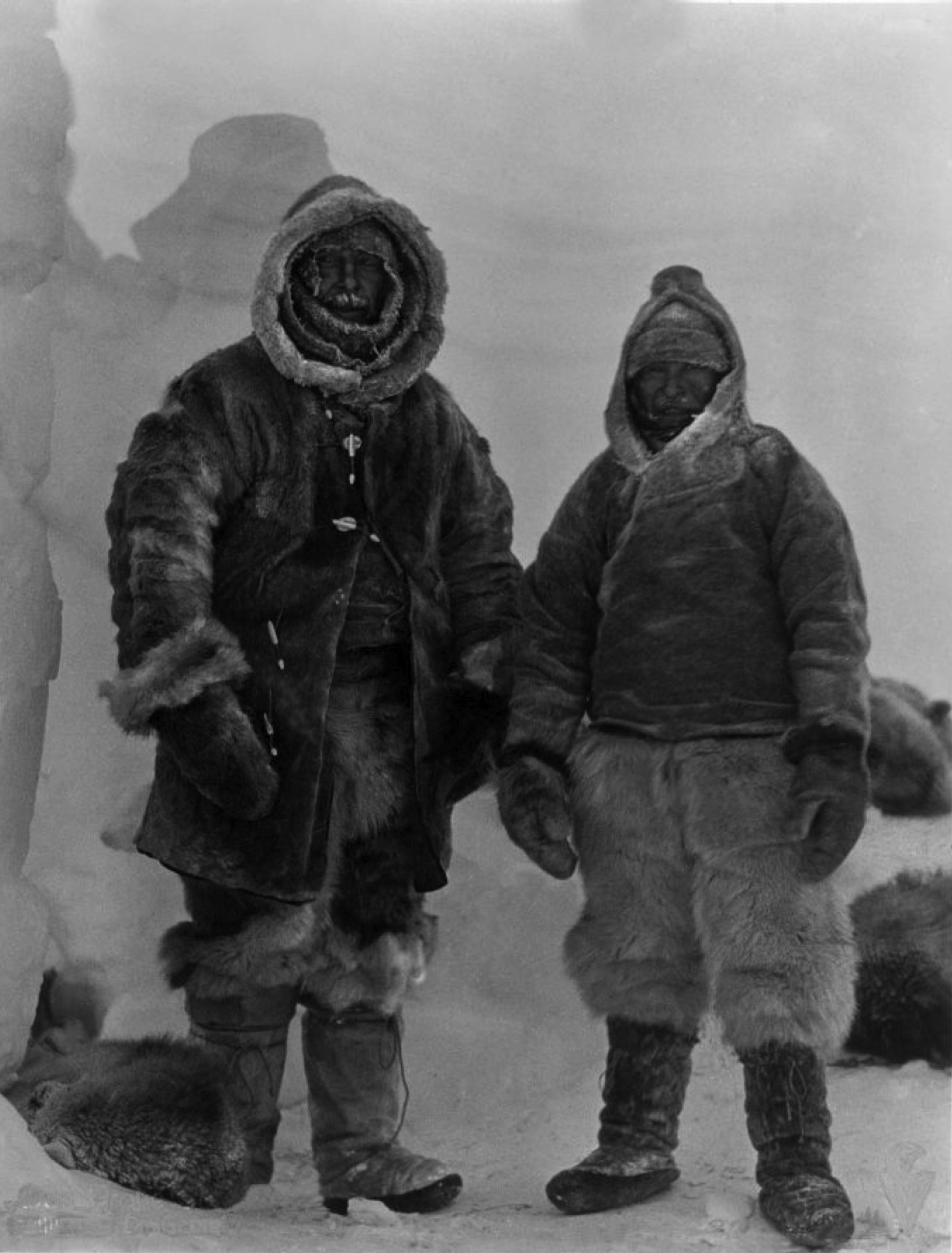
Alfred Wegener (a sinistra) con l'inuit Rasmus Villumsen in Groenlandia

### Secondo viaggio in Groenlandia
Prima del matrimonio Wegener partecipò a una seconda spedizione in Groenlandia, iniziata nel giugno 1912. Dopo una sosta intermedia in Islanda, dove furono comperati e testati i pony islandesi da carico, la spedizione raggiunse nuovamente Danmarks Havn. Prima di iniziare ad addentrarsi all'interno della zona da esplorare, la spedizione fu quasi annullata a causa degli esiti infausti di un tentativo di scalata di un ghiacciaio. Cadendo in un crepaccio, il capo della spedizione - il danese Johan Peter Koch - si ruppe una gamba e fu costretto a rimanere fermo per mesi al campo base.
Tuttavia la spedizione riuscì a proseguire, nonostante i rischi di assideramento al campo base, passando alla storia come la più lunga traversata a piedi del ghiacciaio groenlandese. I partecipanti alla spedizione poterono raccogliere diversi carotaggi da un ghiacciaio in movimento e fecero molte osservazioni meteorologiche, oltre a osservare e descrivere per primi il fenomeno dei capelli di ghiaccio.

### Anni successivi e terzo viaggio in Groenlandia
Nel 1913 Wegener prese il posto del suocero come direttore del dipartimento di ricerche meteorologiche dell'osservatorio marino di Amburgo. Con la mobilitazione tedesca per la prima guerra mondiale, Wegener, ufficiale della riserva, fu inquadrato nel III Garde Grenadier Regiments Königin Elisabeth ("3º reggimento guardie granatieri della regina Elisabetta") e, nelle prime fasi dell'avanzata tedesca in Belgio, fu ferito due volte. Riformato per le ferite subite, continuò il servizio nell'esercito nel servizio meteorologico fino alla fine della guerra. Dal 1924 insegnò meteorologia e geofisica all'Università di Graz, in Austria.
Nella sua terza missione in Groenlandia, nel 1930, Wegener morì, forse per un attacco cardiaco o assiderato dal freddo, mentre cercava di tornare al campo base provenendo da Eismitte, località della ricerca meteorologica, in compagnia di Rasmus Villumsen su alcune slitte trainate da cani. I soccorritori trovarono il suo corpo sepolto nella neve, cucito all'interno di un sacco a pelo; la tomba improvvisata era stata allestita dal suo compagno Rasmus, di cui non si trovò più traccia, probabilmente perché caduto in un crepaccio.

## La deriva dei continenti

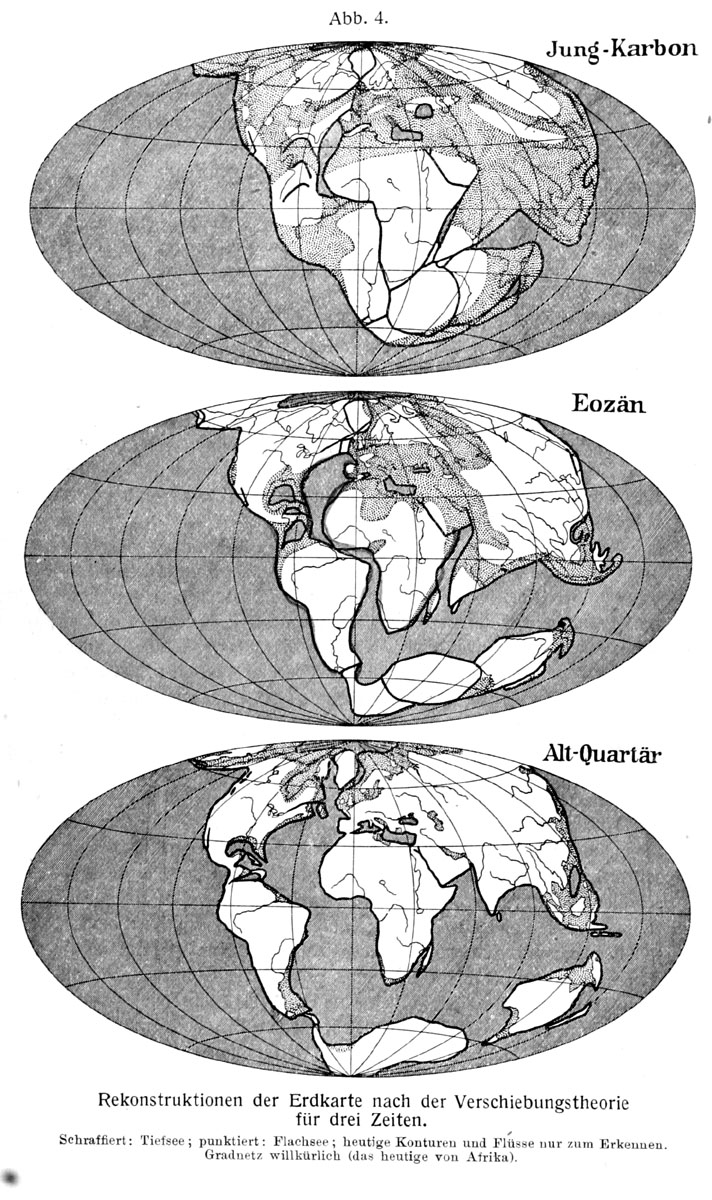
Illustrazione di Wegener degli spostamenti dei continenti nelle varie ere geologiche

Wegener viene ricordato soprattutto per aver elaborato la teoria della deriva dei continenti. Iniziò a lavorare a quest'idea nel 1910, quando osservò la straordinaria concordanza delle coste dei continenti affacciati attorno all'oceano Atlantico (del resto già sottolineata da Antonio Snider-Pellegrini qualche decennio prima). È lo stesso Wegener a ricordare ciò nella sua opera Die Entstehung der Kontinente und Ozeane ("L'origine dei continenti e degli oceani"):
Secondo l'ipotesi di Wegener, la somiglianza tra le linee di costa dell'Africa e dell'America del Sud non è affatto casuale, bensì è dovuta al fatto che in tempi remoti i due continenti erano uniti. A sostegno di un'eventuale precedente contiguità fra Africa e Sudamerica, Wegener portò argomenti di natura geologica, paleontologica e paleoclimatica, atti a fornire una spiegazione scientifica. Con un paziente lavoro, Wegener studiò le coste dei due continenti, notando che i tipi di rocce e i ripiegamenti geomorfologici combaciavano. Lo stesso scienziato si espresse così in merito:
Gli studi di tipo paleontologico, invece, dimostrarono che la distribuzione geografica di molti fossili di animali e piante interessava terre oggi separate da ampi oceani; in particolare, Wegener ritenne significativo che negli strati sedimentari del Brasile e del Sudafrica fossero presenti resti identici di un piccolo rettile vissuto alla fine del Paleozoico, il Mesosaurus, e di una pianta (Glossopteris). Questa insolita diffusione fu al tempo spiegata ipotizzando l'esistenza di «ponti continentali» di crosta poi sprofondati, anche se Wegener ritenne molto più probabile che queste specie fossero comparse in un'unica località, poi bipartita, ipotizzando quindi che le terre un tempo avessero una diversa configurazione e che terre oggi separate fossero precedentemente contigue. Le analisi paleoclimatiche confermavano invece che terre oggi caratterizzate da un clima tropicale fossero un tempo coperte dai ghiacci; secondo lo scienziato tedesco, ciò era spiegabile solamente riconoscendo la mobilità della crosta continentale.
La teoria della deriva dei continenti, tuttavia, non fu accettata dalla comunità scientifica nel corso della vita di Wegener, perché non riusciva a spiegare né come si muovessero i continenti, né il perché. Le sue teorie cercavano la causa di questi movimenti in forze esogene, come la rotazione terrestre e l'attrazione gravitazionale; tuttavia, proprio per queste teorie di bassa scientificità ed efficacia, non trovò una grande approvazione nel mondo scientifico. Solo alla metà del Novecento, grazie alle esplorazioni dei fondali oceanici, si trovarono le spiegazioni che mancavano, che vennero individuate nelle dorsali medio-oceaniche.

## Vita privata
Nel 1913 sposò Else Köppen (1892-1992), la figlia del suo ex insegnante e mentore, il meteorologo e climatologo Wladimir Köppen noto per la sua suddivisione dei climi ancora oggi utilizzata. La giovane coppia viveva a Marburgo, dove Wegener riprese la sua attività di docente universitario. Lì nacquero le sue due figlie maggiori, Hilde (1914–1936) e Sophie ("Käte", 1918–2012). La loro terza figlia Hanna Charlotte ("Lotte", 1920–1989) nacque ad Amburgo. Lotte sposò nel 1938 il famoso alpinista e avventuriero austriaco Heinrich Harrer, mentre nel 1939 Käte sposò Siegfried Uiberreither, gauleiter nazista austriaco della Stiria dal 1938 al 1945.
È stato sepolto nel cimitero di Zechlinerhütte di Rheinsberg nel Brandeburgo.

## Opere
- Thermodynamik der Atmosphäre, 1911 e 1924
- Die Entstehung der Kontinente und Ozeane, 1915, 1929 (4. Aufl.).
- Wind- und Wasserhosen in Europa Archiviato il 4 luglio 2014 in Internet Archive., 1917.
- Das detonierende Meteor vom 3. April 1916, 3 1/2 Uhr nachmittags in Kurhessen, 1917 und 1918
- Der Farbenwechsel grosser Meteore, 1918
- Durch die weiße Wüste, 1919
- Theorie der Haupthalos, 1926
- Versuche zur Aufsturztheorie der Mondkrater, 1920
- Die Entstehung der Mondkrater, 1921
- Die Klimate der geologischen Vorzeit, 1924, Wladimir Köppen, Alfred Wegener
- Vertraulicher Bericht über die Grönland-Expedition 1929
- Die Entstehung der Kontinente und Ozeane, 1929
- Vorlesungen über Physik der Atmosphäre, 1935
- Mit Motorboot und Schlitten in Grönland, 1935

### Riedizioni recenti
- Alfred Wegener: Die Entstehung der Kontinente und Ozeane. Mit handschriftlichen Bemerkungen von Alfred Wegener, Notizen und Briefen sowie neu erstelltem Index. Hrsgg. vom Alfred-Wegener-Institut für Polar- und Meeresforschung. Vieweg, Braunschweig 1915, 1929, Borntraeger, Berlin 2005 (Repr. d. 4.Aufl.). ISBN 3-443-01056-3.
- Alfred Wegener: Das detonierende Meteor vom 3. April 1916, 3 1/2 Uhr nachmittags in Kurhessen. Berlin 1917, 1918. Elwert, Marburg 2001 (Repr.). ISBN 3-7708-1160-7.
- Alfred Wegener: Alfred Wegeners vertraulicher Bericht über die Grönland-Expedition 1929. Akademische Druck- und Verl.-Anst., Graz 1980. ISBN 3-201-01128-2.
- Alfred Wegener: Wind- und Wasserhosen in Europa. Archiviato il 4 luglio 2014 in Internet Archive. Vieweg, Braunschweig 1917 (PDF).

## Onorificenze
In suo onore è stato denominato il Monte Wegener, una montagna alta 1 385 m, situata nella parte centrale dei Monti Read, che fanno parte della Catena di Shackleton, nella Terra di Coats in Antartide.